# Bouère
Bouère – miejscowość i gmina we Francji, w regionie Kraj Loary, w departamencie Mayenne.
Według danych na rok 2010 gminę zamieszkiwały 1034 osoby, a gęstość zaludnienia wynosiła 24 osoby/km².